# Liste des armoiries colombiennes
Ceci est une liste des armoiries utilisées en Colombie. Pour plus d'informations sur les armoiries nationales, voir l'article Armoiries de la Colombie.

## Armoiries nationales actuelles
| Blason | Date d'adoption | Description               |
| ------ | --- | ------------------------- |
|        | 9 mai 1834 (Créé et adopté) 26 novembre de 1861 (Modifié) 5 novembre de 1889 (Modifié) 17 mai de 1924 (Ratifié) 9 novembre de 1949 (Règlementé) | Armoiries de la Colombie  |
|        | 6 octobre 2004 | Armoiries présidentielles |

## Armoiries nationales historiques
| Blason | Date d'adoption                    | Description |
| ------ | ---------------------------------- | --- |
|        | 1550 – 1819                        | Armoiries du Nouveau Royaume de Grenade et de la Vice-royauté de Nouvelle-Grenade. Elles furent dévolues initialement à la ville de Bogota qui les conserva comme symbole.                                                                                    |
|        | 14 juillet 1815 – juillet 1816     | Armoiries des Provinces-Unies de Nouvelle-Grenade. Employées par les provinces de la Nouvelle-Grenade à l'époque de la première émancipation. |
|        | 17 décembre 1819 – 10 janvier 1820 | Armoiries de la Grande Colombie. Basées sur les armoiries du Venezuela en 1811. |
|        | 10 janvier 1820 – 6 octobre 1821   | Armoiries de la Grande Colombie. Basées sur les armoiries de Cundinamarca en 1813. |
|        | 6 octobre 1821 – 9 mai 1834        | Armoiries et premier insigne officiel de la Grande Colombie. Possiblement basé sur les armoiries utilisées par la France. Une déclinaison servit d'armoiries provisoires pour la République de Nouvelle-Grenade lors de la dissolution de la Grande Colombie. |
|        | 1822                               | Armoiries de la Grande Colombie. Leur origine ou leur règlementation sont incertaines. |
|        | 17 décembre 1831 – 9 mai 1834      | Armoiries provisoires de la République de Nouvelle-Grenade. |
|        | 1833                               | Armoiries proposées pour la République de Nouvelle-Grenade, jamais adoptées. |
|        | 9 mai 1834 – 26 novembre 1861      | Armoiries de la République de Nouvelle-Grenade et de la Confédération grenadine. |
|        | 17 avril 1854 – 4 décembre 1854    | Armoiries provisoires de la République de Nouvelle-Grenade, en usage durant la dictature du général José María Melo. |
|        | décembre 1854                      | Armoiries provisoires de la République de Nouvelle-Grenade, en usage après la dictature de Melo. |
|        | 26 novembre 1861 – 5 novembre 1889 | Armoiries des États-Unis de Colombie. |
|        | 5 novembre 1889 – 17 mai 1924      | Armoiries de la Colombie jusqu'en 1924. |
|        | 17 mai 1924 – Présent              | Armoiries de la Colombie. |

## Armoiries des départements colombiens
| Blason | Département | Blason | Département               |
| ------ | ----------- | ------ | ------------------------- |
|        | Amazonas    |        | Antioquia                 |
|        | Arauca      |        | Atlántico                 |
|        | Bolívar     |        | Boyacá                    |
|        | Caldas      |        | Caquetá                   |
|        | Casanare    |        | Cauca                     |
|        | Cesar       |        | Chocó                     |
|        | Córdoba     |        | Cundinamarca              |
|        | Guainía     |        | Guaviare                  |
|        | Huila       |        | La Guajira                |
|        | Magdalena   |        | Meta                      |
|        | Nariño      |        | Norte de Santander        |
|        | Putumayo    |        | Quindío                   |
|        | Risaralda   |        | San Andrés et Providencia |
|        | Santander   |        | Sucre                     |
|        | Tolima      |        | Valle del Cauca           |
|        | Vaupés      |        | Vichada                   |